# Плавница туристички комплекс
Плавница туристички комплекс (Plavnica Eco Resort) је репрезентативни туристички комплекс који се налази у подгоричком насељу Бериславци, на обали Скадарског језера, у прстену живих вода.
Осим одмаралишта, Плавница је и једно од омиљених излетишта становника Подгорице, погодно за целодневни одмор и рекреацију.

## Локација
Туристички комплекс Плавница простире се на 20 хектара, од којих је 7 хектара под различитим туристичким објектима, а преостали простор представљају уређене зелене површине. Налази се надомак подгоричког насеља Бериславци, око 19 км удаљен од центра подгорице.
Комплекс „Плавница“ има посебно повољан комуникацијски положај. Налази се у непосредној близини магистралног пута Подгорица–Петровац и железничке пруге Београд–Бар. Од међународног аеродрома Подгорица удаљен је 15 км.

## Туристичка понуда
Плавница је пројектована као функционални наменски комплекс, тако да може да прихвати велике групе туриста и посетилаца, а да истовремено својим ексклузивним садржајем у потпуности удовољи и најзахтјевнијим гостима. Објекти у оквиру комплекса чине јединствену амбијенталну целину. Кроз цео комплекс, поред парковских површина и уз обалу језера, пружају се уређене шетачке стазе, а саме парковске површине засађене су медитеранском вегетацијом.
Туристички комплекс обухвата неколико објеката: 
- два ексклузивна ресторана, „Плавница” и „Ротонда”
- четири луксузна апартмана, „Јелена”, „Ксенија”, „Вјера” и „Зорка”[6]
- конференцијску салу,
- отворени базен са амфитеатром,
- марина опремљена са 100 везова,
- обезбеђени паркинг.[5][7]

Осим основних, Туристички комплекс Плавница нуди и забавне садржаје. Током туристичке сезоне овде се организују музичко-забавни и ревијални програми, модне ревије, изложбе и различите забаве. На менију сва три ресторана, укључујући и брод-ресторан, заступљена су јела традиционалне црногорске кухиње, интернационални специјалитети и врхунска домаћа и страна вина.
Комплекс поседује и сопствени брод-ресторан дужине 40 м на коме се организује крстарења Скадарским језером и орнитолошке туре.
У оквиру марине Комплекс нуди и могућност рекреације на води - коришћење кајака једноседа и двоседа, кануа, катамарана и педалина.

## Манифестације
На простору комплекса од 2014. године организује се и едукативно-промотивна манифестација Дан крапа, на којој се посетиоци, осим са локалним гастрономским специјалитетима, могу упознати и са богатом флором и фауном Скадарског језера.